# Pietro Fanfani

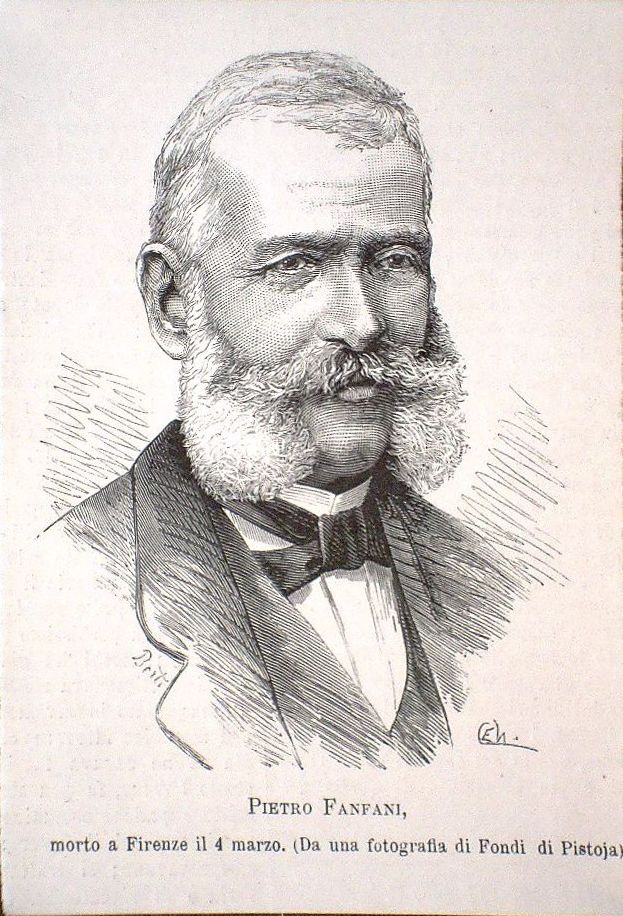

Pietro Fanfani, född 21 mars 1815 i Collesalvetti, död 4 mars 1879, var en italiensk filolog och bibliotekarie.
Fanfani inlade stort arbete för det italienska språket genom sina arbeten Vocabolario della lingua italiana (1855), Vocabolario dell'uso toscano (2 band, 1863) och framför allt genom Vocabolario italiano della lingua parlata (1875, tillsammans med Giuseppe Rigutini). Med dessa verk ville Fanfani främja italienskans enhetlighet på toskansk grund i likhet med Alessandro Manzoni och andra. Fanfani förde en skarp polemik mot Crusca-akademins Vocabolario och mot förfäktarna av Dino Compagni-krönikans äkthet. Fanfanis upplaga av medeltida texter följde gammal slentrian. Som litteratör gjorde Fanfani sig ett namn genom att redigera litterära tidskrifter och författa Novelle (1879) och romanen Cecco d'Ascoli (1870).